# Annual
Annual of Anoual (Berbers: ⴰⵏⵡⴰⵍ Anwāl) Uitgesproken als Annuer in het Riffijns, is een nederzetting in het noordoosten van Marokko ongeveer 60 km ten westen van Melilla. Daar, tijdens de  Rifoorlog, op 22 juli 1921, leed het  Spaans leger een militaire nederlaag tegen het leger van Rif-Republiek, ook bekend als de Slag om Annual. Annual is na Ben Tayeb de grootste plaats binnen het stamgebied van de Riffijnse Ait Ourish.